# Welles-Pérennes
Welles-Pérennes ist eine französische Gemeinde mit 238 Einwohnern (Stand: 1. Januar 2022) im Département Oise in der Region Hauts-de-France. Sie gehört zum Arrondissement Clermont und zum Kanton Estrées-Saint-Denis (bis 2015: Kanton Maignelay-Montigny). Welles-Pérennes gehört zum Gemeindeverband Communauté de communes du Plateau Picard. 

## Geographie
Welles-Pérennes liegt etwa 32 Kilometer nordwestlich von Compiègne und etwa 84 Kilometer nordnordöstlich von Paris. Umgeben wird Welles-Pérennes von den Nachbargemeinden Broyes im Norden und Nordwesten, Le Cardonnois im Norden, Mesnil-Saint-Georges im Nordosten, Royaucourt im Osten, Ferrières im Südosten, Crèvecœur-le-Petit und Sains-Morainvillers im Süden sowie La Hérelle und Plainville im Westen und Südwesten.

## Bevölkerungsentwicklung
| Jahr                      | 1962 | 1968 | 1975 | 1982 | 1990 | 1999 | 2006 | 2013 |
| Einwohner                 | 244  | 217  | 203  | 178  | 201  | 222  | 236  | 255  |
| Quelle: Cassini und INSEE |      |      |      |      |      |      |      |      |

## Sehenswürdigkeiten
- Kirche Saint-Pierre aus dem 16. Jahrhundert
- Kapelle Saint-Jacques

## Weblinks

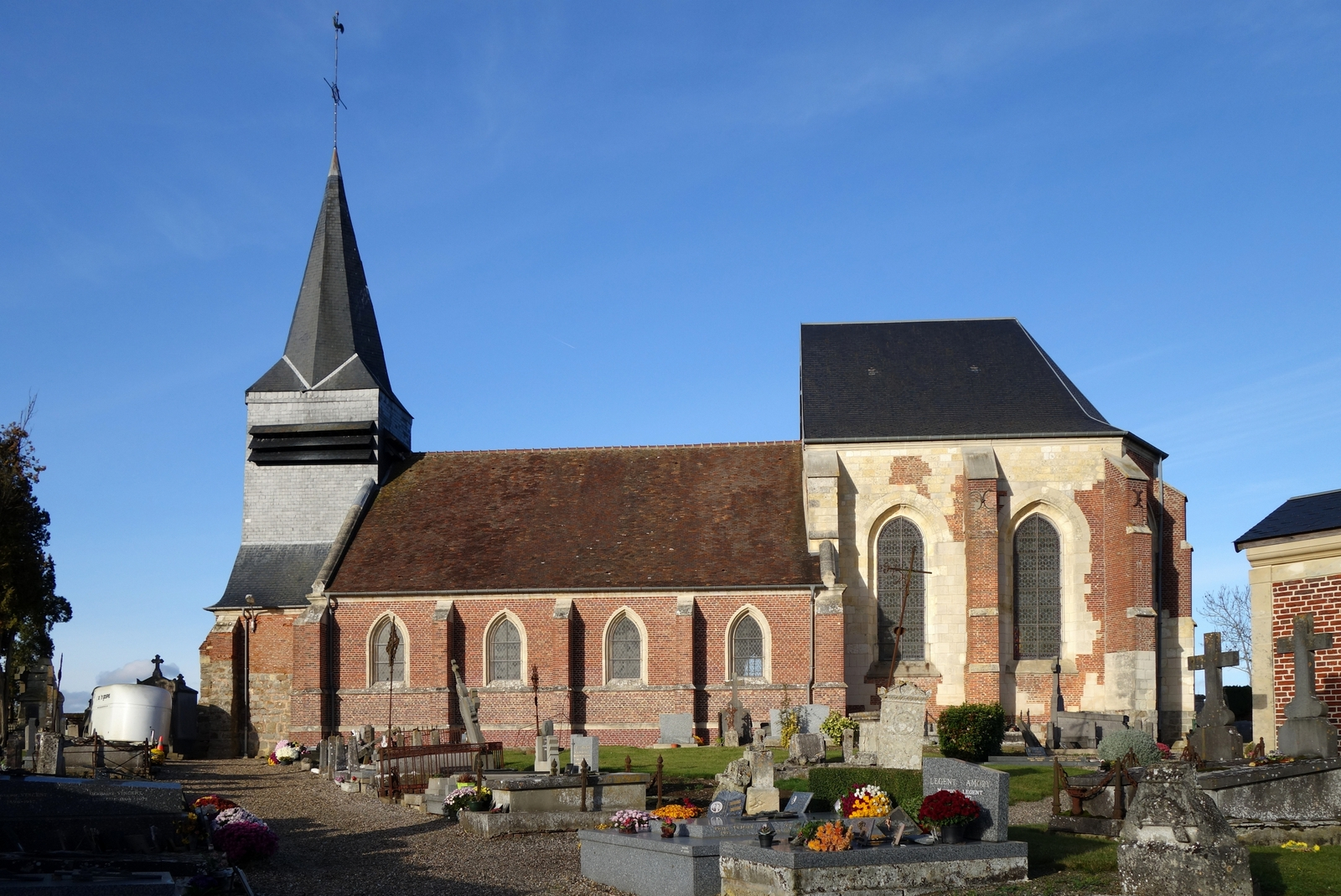
Kirche Saint-Pierre